# ヴォルガ (小惑星)
ヴォルガ (1149 Volga) は、小惑星帯の小惑星の一つ。エフゲニー・スクヴォルツォフがシメイズ天文台で発見した。
ロシアの西部を流れるヴォルガ川に因んで名付けられた。